# Liste der Monuments historiques in Malansac
Die Liste der Monuments historiques in Malansac führt die Monuments historiques in der französischen Gemeinde Malansac auf.

## Liste der Bauwerke
| Bezeichnung            | Beschreibung | Standort                                | Kennzeichnung | Schutzstatus | Datum | Bild |
| ---------------------- | ------------ | --------------------------------------- | ------------- | ------------ | ----- | ---- |
| Calvaire Saint-Jacques |              | Place du Bourg place de l’Église (Lage) | PA00091415    | Inscrit      | 1928  |      |
| Schloss La Grationnaye |              | (Lage)                                  | PA00091416    | Inscrit      | 1984  |      |
| Park von Bodelio       |              | (Lage)                                  | PA00091817    | Inscrit      | 1992  |      |

## Liste der Objekte
- Monuments historiques (Objekte) in Malansac in der Base Palissy des französischen Kultusministeriums